# لایم ویلج (آلاسکا)
لایم ویلج (به انگلیسی: Lime Village) شهری در ناحیه سرشماری بتل، آلاسکا ایالت آلاسکا است که جمعیت آن در سرشماری سال ۲۰۰۰ میلادی ۴۶ نفر بوده‌است.